# Melomys obiensis
Melomys obiensis — вид гризунів родини мишевих (Muridae). Зустрічається тільки в Індонезії. Фланнері (1995) зібрав цей вид у вторинних заростях уздовж річки Дуріан поблизу Мадуполо на острові Біза. Навколишні схили були вкриті або садами, або молодими порослями, хоча деякі ліси збереглися в долині струмка. Фланнері (1995) спостерігав, як він харчується плодами Piper aduncu на висоті до 3 метрів над землею; деякі особини опинилися в пастці на землі, серед каменів і папоротей на березі струмка.